# Campionati europei di biathlon 2017
I Campionati europei di biathlon 2017 sono stati la 24ª edizione della manifestazione. Si sono svolti a Duszniki-Zdrój, in Polonia, dal 25 al 29 gennaio 2017.

## Programma
| Giorno     | Ora (UTC+1) | Evento                                        |
| ---------- | ----------- | --------------------------------------------- |
| 25 gennaio | 10:00       | 20 km Individuale M                           |
| 25 gennaio | 13:30       | 15 km Individuale F                           |
| 27 gennaio | 10:00       | 10 km Sprint M                                |
| 27 gennaio | 13:30       | 7.5 km Sprint F                               |
| 28 gennaio | 10:00       | 12.5 km Inseguimento M                        |
| 28 gennaio | 13:00       | 10 km Inseguimento F                          |
| 29 gennaio | 10:00       | 2x6 km + 2x7,5 km Staffetta mista individuale |
| 29 gennaio | 13:00       | 2x6 km + 2x7,5 km Staffetta mista             |

## Podi

### Uomini
| Evento               | Oro               | Tempo   | Argento            | Tempo   | Bronzo               | Tempo   |
| 20 km individuale    | Aleksandr Loginov | 49:54.3 | Krasimir Anev      | 50:05.7 | Alexey Slepov        | 50:47.9 |
| 10 km sprint         | Vladimir Iliev    | 24:26.9 | Aleksandr Loginov  | 24:31.8 | Krasimir Anev        | 24:43.6 |
| 12,5 km inseguimento | Aleksandr Loginov | 31:46.2 | Evgeniy Garanichev | 32:14.0 | Andrejs Rastorgujevs | 32:45.7 |

### Donne
| Evento             | Oro           | Tempo   | Argento           | Tempo   | Bronzo                | Tempo   |
| 15 km individuale  | Irina Starych | 44:24.7 | Svetlana Slepcova | 45:28.5 | Anastasiya Merkushyna | 45:29.7 |
| 7,5 km sprint      | Juliya Dzhyma | 21:02.3 | Svetlana Slepcova | 21:29.3 | Irina Starych         | 21:40.1 |
| 10 km inseguimento | Irina Starych | 30:04.4 | Juliya Dzhyma     | 30:24.2 | Svetlana Slepcova     | 30:36.5 |

### Misti
| Evento                             | Oro                                                              | Tempo     | Argento                                                                 | Tempo     | Bronzo                                                                 | Tempo     |
| Staffetta individuale 2x6+2x7,5 km | Daria Virolaynen Evgeniy Garanichev                              | 37:10.2   | Ingrid Landmark Tandrevold Vetle Sjåstad Christiansen                   | 37:16.5   | Krystyna Guzik Grzegorz Guzik                                          | 37:24.1   |
| Staffetta 2x6+2x7,5 km             | Irina Starych Svetlana Slepcova Aleksej Volkov Aleksandr Loginov | 1:12:26.0 | Karoline Erdal Marion Rønning Huber Erlend Bjøntegaard Fredrik Gjesbakk | 1:13:02.4 | Anastasiya Merkushyna Juliya Dzhyma Oleksander Zhyrnyi Ruslan Tkalenko | 1:13:03.1 |

## Medagliere
| Pos.   | Paese    | Oro | Argento | Bronzo | Totale |
| ------ | -------- | --- | ------- | ------ | ------ |
| 1      | Russia   | 6   | 4       | 3      | 13     |
| 2      | Ucraina  | 1   | 1       | 2      | 4      |
| 3      | Bulgaria | 1   | 1       | 1      | 3      |
| 4      | Norvegia | 0   | 2       | 0      | 2      |
| 5      | Lettonia | 0   | 0       | 1      | 1      |
| 5      | Polonia  | 0   | 0       | 1      | 1      |
| Totale | Totale   | 8   | 8       | 8      | 24     |